# 皱胃酶
皱胃酶（英語：Rennet），是哺乳动物胃中的一种酶，可使乳汁內的蛋白質凝聚并分离为乳酪和乳清。皱胃酶存在於哺乳动物的幼兒期消化系統內，幫助消化及吸收母體（或其他哺乳類动物）的乳汁。古時歐洲有以動物胃液中的凝乳酶凝固牛乳或羊乳，以製造乾酪。現時天然的皱胃酶多從小牛犢的第四個胃內膜抽取物提煉而成，也有不殺生的來源。
胃酸可激活皱胃酶的作用。